# Премия Лоренса Оливье 2017 года
Церемония вручения Премии Лоренса Оливье 2017 года состоялась 9 апреля 2017 года в Королевском Альберт-холле в Лондоне (Великобритания). Трансляция лучших моментов прошла на телеканале ITV вскоре после её окончания. Ведущим церемонии выступил британский актёр и комик Джейсон Мэнсфорд.

## Участие в церемонии
К рассмотрению для участие в церемонии награждения допускались любые постановки, премьера которых состоялась между 17 февраля 2016 года и 21 февраля 2017 года в театрах, являющихся членами Театрального сообщества Лондона, при условии, что спектакль был показан не менее 30 раз.

## Календарь событий
- 2 марта — Кеннет Брана получает Специальную премию Театрального сообщества[2]
- 6 марта — объявление 26 категорий номинантов в прямом эфире в Facebook-аккаунте премии (ведущие Дениз Гоф и Мэтт Генри)[2]
- 10 марта — вечеринка номинантов, Джейсон Мэнсфорд второй год подряд становится ведующим премии[3][4]
- 9 апреля — церемония награждения

## Победители и номинанты
| Лучшая новая драма | Лучший новый мюзикл |
| --- | --- |
| - Гарри Поттер и Проклятое дитя, сценарий Джека Торна на основе пьесы Дж. К.Роулинг и Джона Тиффани — театр Палас - Элегия (автор Ник Пейн) — Donmar Warehouse - Кинозал (автор Энни Бейкер) — Королевский национальный театр - Одна ночь в Майами (автор Кемп Пауерс) — Donmar Warehouse | - День сурка — Олд Вик - Девушки мечты — театр Савой - Девочки из календаря — театр Феникс - Школа рока — Нью-Лондон |
| Лучший возобновлённый спектакль | Лучший возобновлённый мюзикл |
| - Йерма — Янг-Вик - Стеклянный зверинец — театр Герцога Йоркского - Парламент — театр Гаррик - Травести — Аполло | - Иисус Христос — суперзвезда — Открытый театр в Риджентс-парке - Смешная девчонка — театр Савой - Плавучий театр — Нью-Лондон - Бульвар Сансет — Коллизеум |
| Лучшая новая комедия | Лучшее развлекательное и семейное представление |
| - Наши леди неустанной помощи — Национальный театр - Комедия о банковском ограблении — Критерион - Хорошая рыба — театр Гарольда Пинтера - Правда — театр Уиндхэмс | - Красные башмачки — Садлерс Уэллс - Золушка — Палладиум - Моя семья: не ситком — шоу Дэвида Бэддила — театр Водевиль - Питер Пэн — Национальный театр |
| Лучшая мужская роль | Лучшая женская роль |
| - Джейми Паркер за роль Гарри Поттера (Гарри Поттер и Проклятое дитя) — театр Палас - Эд Харрис за роль Доджа (Погребённое дитя) — Trafalgar Studios - Том Холландер за роль Генри Карра (Травести) — Аполло - Иэн Маккеллен за роль Спунера (Ничья земля) — Уиндхэмс | - Пайпер, Билли за роль Йермы (Йерма) — Янг-Вик - Гленда Джексон за роль Лира (Король Лир) — Олд Вик - Черри Джонс за роль Аманды Уингфилд (Стеклянный зверинец — Театр Герцога Йоркского - Рут Уилсон за роль Гедды Габлер Тесман (Гедда Габлер) — Национальный театр |
| Лучшая мужская роль в мюзикле | Лучшая женская роль в мюзикле |
| - Энди Карл за роль Фила Коннорса (День сурка) — Олд Вик - Дэвид Финн за роль Дьюи Финна (Школа рока) — Нью-Лондон - Тайрон Хантли за роль Иуды Искариота (Иисус Христос — суперзвезда) — Открытый театр в Риджентс-парке - Чарли Стемп за роль Артура Киппса (Пол-шестипенсовика) — театр Ноэля Кауарда | - Эмбер Райли за роль Эффи Уайт (Девушки мечты) — театр Савой - Гленн Клоуз за роль нормы Дезмонд (Бульвар Сансет) — Коллизеум - Дебби Чейзен, Софи-Луиза Данн, Мишель Дотрис, Клэр Мэчин, Клэр Мур, Джоанна Райдинг за роли Руфь, Селии, Джесси, Коры, Крис и Энни (Девочки из календаря) — театр Феникс - Шеридан Смит за роль Фанни Брайс (Смешная девчонка) — театр Савой                                                                               |
| Лучшая мужская роль второго плана | Лучшая женская роль второго плана |
| - Энтони Бойл за роль Скорпиуса Малфоя (Гарри Поттер и Проклятое дитя) — театр Палас - Фредди Фокс за роль Тристана Тцары (Травести) — Аполло - Брайан Дж. Смит за роль Джима О’Коннора (Стеклянный зверинец — Театр Герцога Йоркского - Рейф Сполл за роль судьи Брака (Гедда Габлер) — Национальный театр | - Нома Думезвени за роль Гермионы Грейнджер (Гарри Поттер и Проклятое дитя) — театр Палас - Мелисса Аллан, Кэролайн Дейга, Кирсти Финдли, Карен Фишвик, Кирсти Макларен, Франсис Майли Маккан, Джоанн Макгиннес, Дон Сиврайт за исполнение главных ролей (Наши леди неустанной помощи) — Национальный театр - Клэр Фостер за роль Сесили Каррутерс (Травести) — Аполло - Кейт О’Флинн за роль Лоры Уингфилд (Стеклянный зверинец) — Театр Герцога Йоркского |
| Лучшая мужская роль второго плана в мюзикле | Лучшая женская роль второго плана в мюзикле |
| - Адам Дж. Бернард за роль Джеймса «Грома» Эрли (Девушки мечты) — театр Савой - Иэн Бартоломью за роль Читтерлоу (Пол-шестипенсовика) — театр Ноэля Кауарда - Бен Хантер за роль Денни (Девочки из календаря) — театр Феникс - Эндрб Лангтри за роль Неда Риерсона (День сурка) — Олд Вик | - Ребекка Трехэрн за роль Джули ЛавернПлавучий театр — Нью-Лондон - Хейдн Гуинн за роль Селии Пичем (Трёхгрошовая опера) — Национальный театр - Виктория Гамильтон-Бэрритт за роль Рассказчика (Баллада об убийстве) — Arts Theatre - Эмма Уильямс за роль Хелен Уолсингэм (Пол-шестипенсовика) — театр Ноэля Кауарда |
| Лучший режиссёр | Лучшая театральная хореография |
| - Джон Тиффани за Гарри Поттер и Проклятое дитя — театр Палас - Саймон Стоун за Йерму — Янг-Вик - Джон Тиффани за Стеклянный зверинец — Театр Герцога Йоркского - Мэттью Уорчус за День сурка — Олд Вик | - Мэтью Борн за Красные башмачки — Садлерс Уэллс - Питер Дарлинг и Эллен Кейн за День сурка — Олд Вик - Стивен Хоггерт за Гарри Поттер и Проклятое дитя — театр Палас - Дрю Макони за Иисус Христос — суперзвезда — Открытый театр в Риджентс-парке |
| Лучшие декорации | Лучшие костюмы |
| - Кристин Джонс за Гарри Поттер и Проклятое дитя — театр Палас - Боб Кроули за Аладдин — Театр Принца Эдуарда - Боб Кроули за Стеклянный зверинец — Театр Герцога Йоркского - Роб Хауэлл за День сурка — Олд Вик | - Катрина Линдси за Гарри Поттер и Проклятое дитя — театр Палас - Грег Барнс за Девушек мечты — театр Савой - Хью Дюррант за Золушку — Палладиум - Роб Хауэлл за День сурка — Олд Вик |
| Лучшая постановка света | Лучшая постановка звука |
| - Нил Остин за Гарри Поттер и Проклятое дитя — театр Палас - Ли Карран за Иисус Христос — суперзвезда — Открытый театр в Риджентс-парке - Наташа Кац за Стеклянный зверинец — Театр Герцога Йоркского - Хью Ванстоун за День сурка — Олд Вик | - Гарет Фрай за Гарри Поттер и Проклятое дитя — театр Палас - Пол Ардитти за Амадей — Национальный театр - Адам Корк за Травести — Аполло - Ник Лидстер (Autograph) за Иисус Христос — суперзвезда — Открытый театр в Риджентс-парке |
| За выдающееся достижение в музыке | |
| - Три детских рок-группы, каждый день играющих вживую на сцене театра Нью-Лондон в мюзикле «Школа рока» - Генри Кригер за партируру мюзикла Девушки мечты — театр Савой - Имоджен Хип за партитуру и аранжировку спектакля Гарри Поттер и Проклятое дитя — театр Палас - Оркестр и труппа мюзикла Иисус Христос — суперзвезда в Открытом театре в Риджентс-паркеза создание современной аранжировки в стиле рок оригинального концепт-альбома мюзикла | |
| За выдающееся достижение в балете | Лучший новый танцевальный спектакль |
| - Английский национальный балет за добавление в репертуар постановок «Жизель» и «Она говорила» в хореографии Акрама Хана — Садлерс Уэллс - Американский театр баллета Элвина Эйли за лондонский сезон в сотрудничестве с Dance Consortium — Садлерс Уэллс - Люк Ахмет в балете «Сотворение» балетной труппы Рамберт — Садлерс Уэллс | - Betroffenheit Кристал Пайт и Джонатона Янга- Садлерс Уэллс - Blak Whyte Gray труппы Boy Blue Entertainment — Барбикан - Жизель в хореографии Акрама Хана в исполнении Английского национального балета — Садлерс Уэллс - Моя мать, моя собака и КЛОУНЫ! в хореографии Майкла Кларка — Барбикан |
| За выдающееся достижение в опере | Лучшая новая постановка оперы |
| - Марк Уигглсворт за дирижирование операми Дон Жуан и Лулу — Коллизеум - Рене Флеминг за выступление в опере Кавалер розы — Королевский оперный театр - Стюарт Скелтон за выступление в опере Тристан и Изольда — Коллизеум | - Эхнатон — Коллизеум - Психоз 4.48 — театр Лирик Хаммерсмит - Così fan tutte — Королевский оперный театр - 'Лулу — Коллизеум |
| За выдающееся достижение в малых театральных формах | |
| - Роттердам — Trafalgar Studios 2 - Cuttin' It — Янг Вик, Ройал-Корт - Ревизор — театр Ройал Стратфорд Ист - Невидимая рука — театр Трайсикл - Быть мёртвым — это просто — Trafalgar Studios 2 | |
| Специальная премия Театрального сообщества | |
| - Кеннет Брана | |